# Technophilie
La technophilie est un fort enthousiasme pour la technique, pouvant aller jusqu'à l'exaltation (en particulier pour les techniques les plus récentes telles que les ordinateurs, Internet, les téléphones cellulaires ou encore le home cinema).
Certains sociologues et psychologues estiment que, poussée à un certain stade, la technophilie relève de l'addiction et l'Association française contre l'intelligence artificielle va jusqu'à parler de « technolâtrie ».

## Histoire d'une posture

### dix-huitième et dix-neuvième siècles

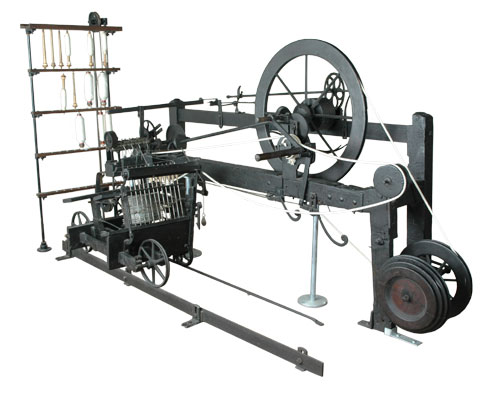
La mule-jenny, machine à filer à énergie hydraulique (inventée en 1779), contribuera, comme beaucoup d'autres machines, à bouleverser les rapports des humains dans leur travail comme dans leur vie quotidienne.

Durant le dernier quart du XVIIIe siècle naît en Grande-Bretagne le processus qui gagnera ensuite toute l'Europe puis les États-Unis et qui sera appelé "Révolution industrielle". Les premières machines, à commencer par la machine à vapeur, vont peu à peu transformer la vie des humains : tant sur leurs lieux de travail que dans leur environnement (notamment avec la naissance des chemins de fer, dans les années 1810). Ces grandes mutations contribuent à façonner profondément l'imaginaire, provoquant autant le rejet (technophobie) que l'adhésion.

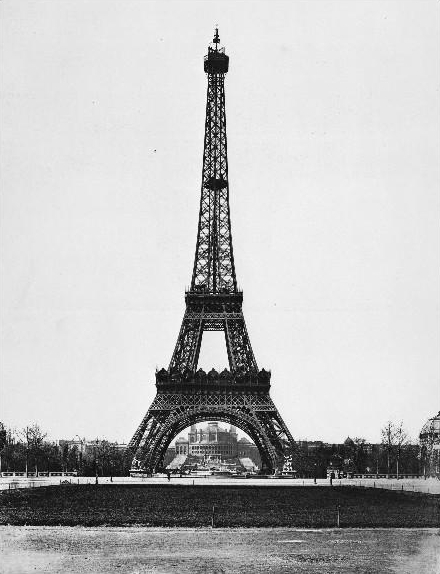
Haute de 300 mètres et conçue pour être démontée après l'Exposition universelle de Paris, en 1889, la Tour Eiffel, symbolise l'engouement collectif pour le progrès technique.

C'est ainsi qu'au début du XIXe siècle apparaissent les premières manifestations de technophilie. En 1833, un inventeur américain d'origine allemande, John Adolphus Etzler, estime que l'ensemble de l'humanité a la capacité d'accéder au bonheur par le biais du "progrès technique", auquel il confère une dimension religieuse : selon lui, tous les problèmes pourraient être résolus en seulement dix ans si les humains utilisaient la science et la technique. C'est du reste influencé par Etzler que, quatre ans plus tôt, en 1829, un autre Américain, Jacob Bigelow, biologiste passionné de mécanique, a créé le mot "technologie".
À partir des années 1850, de grandes expositions internationales sont organisées régulièrement dans les capitales européennes en vue de rendre compte au grand public des avancées de l'industrie. Et c'est à cette époque que l'écrivain Jules Verne commence à publier des récits faisant l'éloge du progrès technique. En 1865, avec De la Terre à la Lune, il inaugure le récit d'anticipation en tant que genre littéraire.
En 1875, le philosophe Ludovic Carrau écrit : « le progrès est un fait, incontestable et indiscutable », symbolisé entre autres, quinze ans plus tard à Paris, par la Tour Eiffel.
En 1895 est fondée la Technophile, une société d'assurance.

### vingtième et vingt-et-unième siècles
En 1907 est proposée la bibliothèque du technophile pour les amis de la technique et de l'industrie.
Au début du XXe siècle, avec l'automobile, l'avion, le cinéma, etc. l'enthousiasme pour le progrès technique atteint son apogée, au point qu'on a l'habitude de qualifier cette période de "Belle Époque".

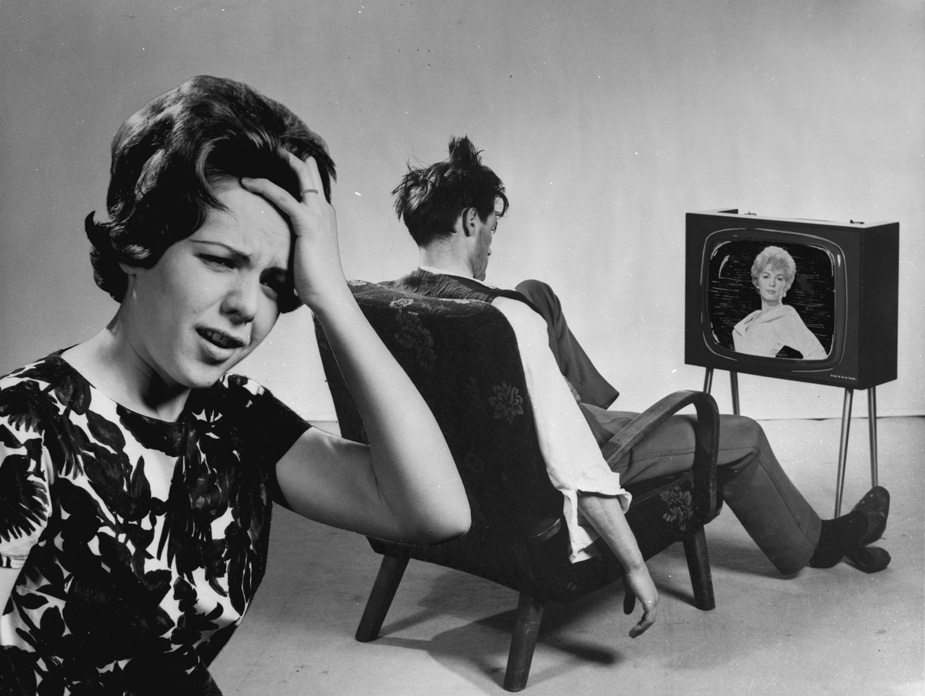
"Qu'est-il arrivé à l'homme que j'ai épousé ?", Image de Turners (photographies), 1962.

Les perfectionnements de l'armement rendent la Première et la Deuxième Guerres mondiales particulièrement meurtrières mais cela n'entame pas pour autant l'attrait pour les objets techniques : fabriqués en séries, leur coût baisse sensiblement si bien qu'ils pénètrent de plus en plus dans les foyers. Durant les "Trente Glorieuses" (1945-1975), qui sont les années de la "société de consommation", posséder de tels objets n'occasionne pas seulement un surcroît de confort matériel, c'est aussi un  signe de distinction sociale.
L'irruption de la télévision dans les foyers donne lieu à une littérature abondante relative à ses effets négatifs sur la santé et sur la concentration.
À partir de la fin du XXe siècle, le développement de l'informatique, le phénomène internet et le phénomène des services numériques sur téléphonie mobile vont conduire au débat sur la nature addictive des écrans.

## «Technophilie» versus «technophobie»

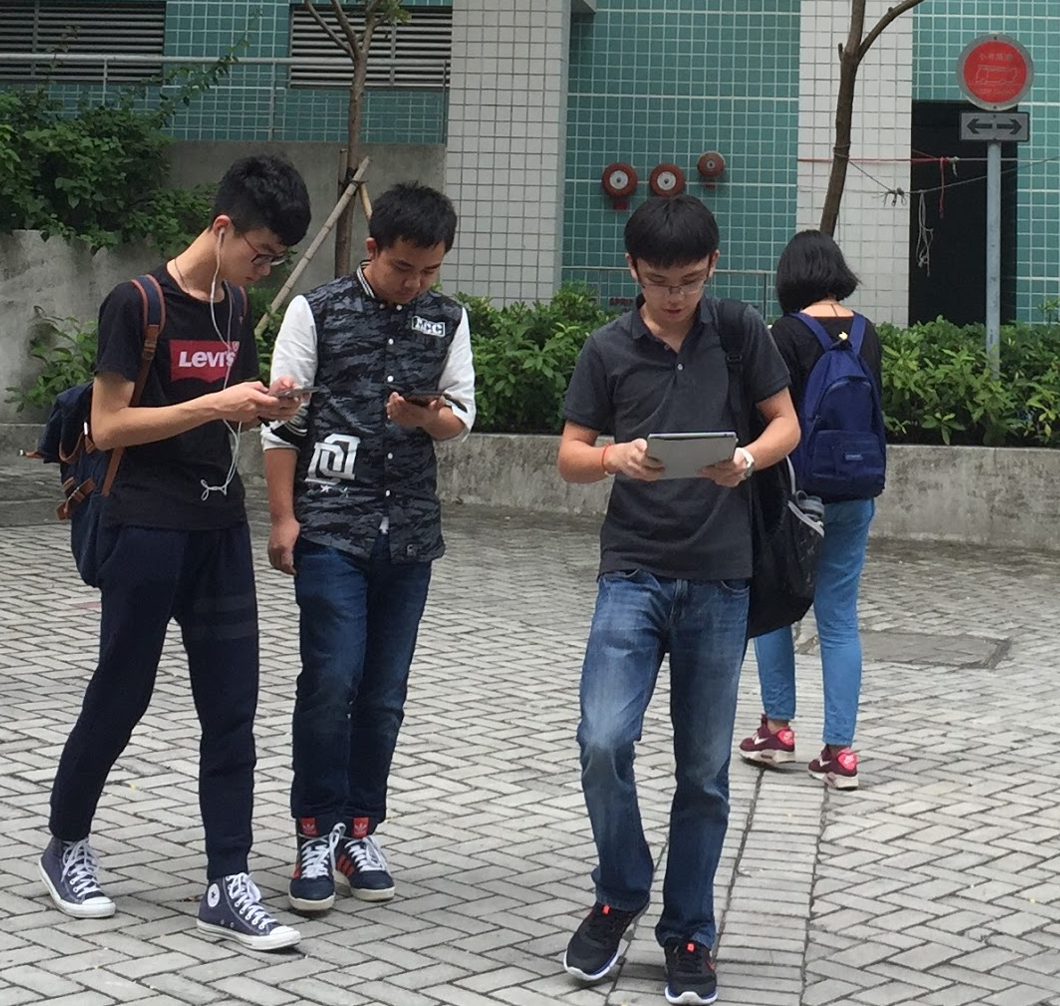
Selon certains psychologues et sociologues, la technophilie, et particulièrement la difficulté à ne pas pouvoir se passer d'un écran, relèvent de l'addiction, donc d'une forme de pathologie.

Le terme est utilisé en sociologie lors de l'examen de l'interaction des individus avec leur société ; le terme technophobie en est un antonyme.
Par extension, et dans la mesure où, au XVIIIe siècle, les sociétés industrialisées (principalement la Grande-Bretagne et la France), ont misé leur expansion sur la multiplication et le perfectionnement des techniques afin de procurer plus d'efficacité aux producteurs et plus de confort aux consommateurs, on peut affirmer que ces sociétés sont par nature de tendance technophile. Ce qui accrédite cette thèse, c'est à la fois la propension croissante des individus à consommer (et désirer conserver un certain pouvoir d'achat pour pouvoir le faire) et, corollairement, le recours récurrent des acteurs économiques aux concepts de croissance et d'innovation.
Au XXe siècle, avec l'industrialisation, l'usage des objets techniques se répand et se démocratise : résultant du développement de l'informatique et d'internet (« révolution numérique »), les sentiments de puissance et de confort que procurent ces objets ne sont plus l'apanage de quelques-uns mais gagnent l'ensemble des populations, y compris les jeunes générations. Pour les digital native (« enfants du numérique »), les technologies sont un « déjà-là », un environnement à part entière face auquel il est souvent difficile d'exercer son esprit critique. Au point que des phénomènes de dépendance et d'addiction se développent, notamment avec le téléphone portable, qui accompagne les individus dans tous leurs déplacements. La nomophobie devient un objet de recherche pour les sociologues et certains estiment que les réseaux sociaux constituent la source principale de la prolifération des fake news (« infox ») et d'une altération du rapport au réel et à la notion de vérité (« ère post-vérité »).
Cette évolution provoque et attise deux types de positionnement par rapport aux « technologies », opposés l'un à l'autre et tous deux réactionnels — la technophobie et la technophilie — tandis que peine à se développer et se faire connaître une réflexion nuancée et argumentée, la technocritique,.

## La technique, une instance sacralisée
Le Français Jacques Ellul est l'un des premiers (dès les années 1950) à avoir analysé l'attrait de la technique sur les mentalités.

Assimilant la notion de progrès à une idéologie caractéristique du processus de sécularisation qui façonne l'ensemble de la civilisation occidentale depuis la fin du Moyen Âge, il estime que la technique a changé de statut : d'une part, elle ne doit plus être considérée comme un moyen (ou en ensemble de moyens) qui serait neutre, "ni bon ni mauvais" et dont dépendrait l'usage que l'on en fait, mais une fin en soi ; d'autre part les techniques se sont tellement développées et ramifiées que la technique constitue désormais « un milieu environnant à part entière »,,. Imperceptiblement, elle est sacralisée, comme l'était autrefois la nature, bien que l'homme moderne soit persuadé qu'il ne sacralise plus rien :

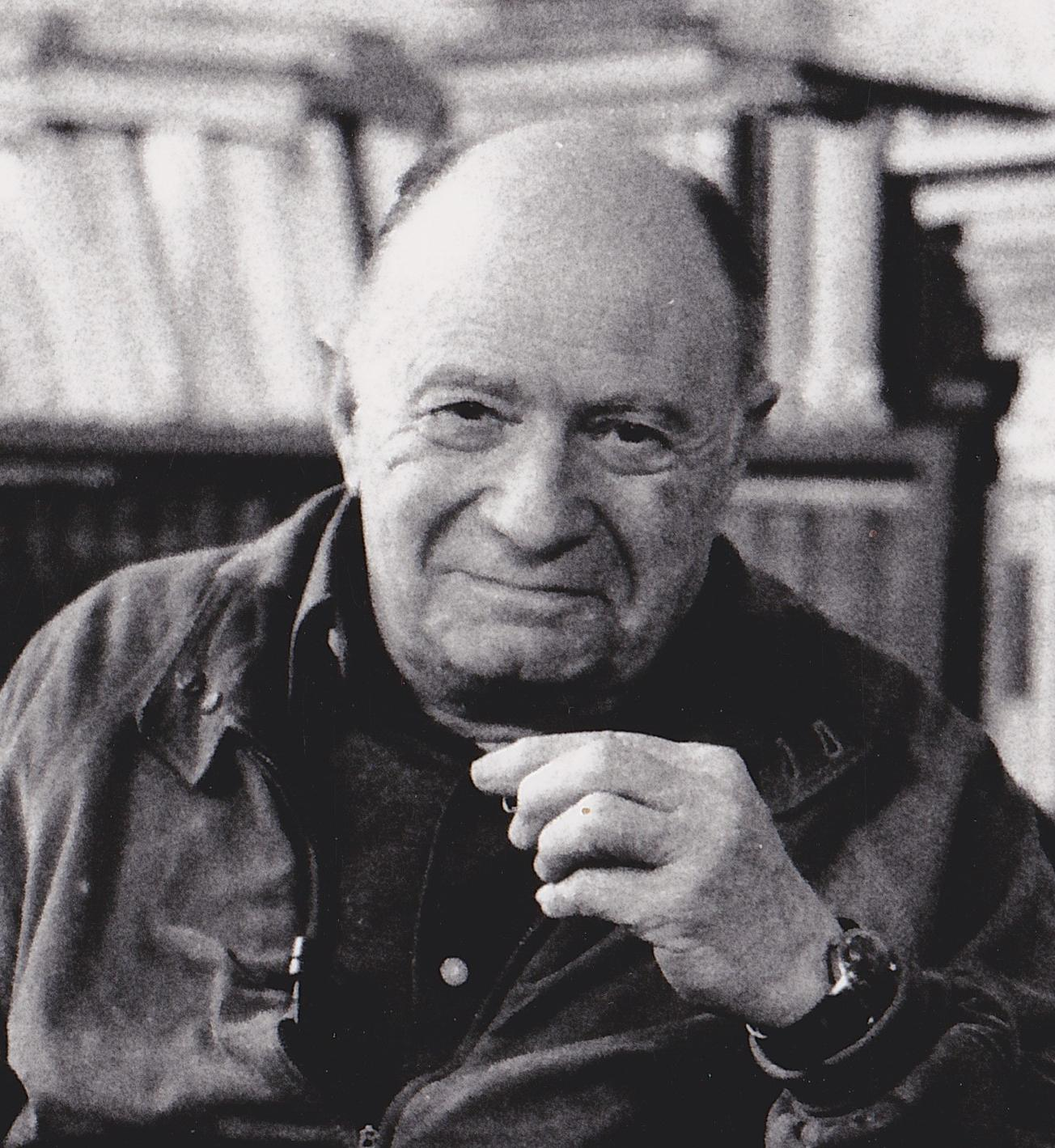
Jacques Ellul

« L'invasion technique désacralise le monde dans lequel l'homme est appelé à vivre. Pour la technique, il n'y a pas de sacré, il n'y a pas de mystère, il n'y a pas de tabou. Et cela provient justement du (fait qu'elle est devenue un phénomène autonome). (...) La technique est désacralisante car elle montre, par l'évidence et non par la raison (...) que le mystère n'existe pas. (...) L'homme qui vit dans le milieu technique sait bien qu'il n'y a plus de spirituel nulle part. Et cependant, nous assistons à un étrange renversement ; l'homme ne pouvant vivre sans sacré, il reporte son sens du sacré sur cela même qui a (désacralisé la nature) : la technique. »

La pollution de la planète doit donc être essentiellement comprise comme une « profanation », une désacralisation de la nature ; et celle-ci elle-même doit être analysée comme une résultante de la sacralisation de la technique. Ellul développe longuement cette thèse en 1973 dans son livre Les Nouveaux possédés : 

« Ce n'est pas la technique qui nous asservit mais le sacré transféré à la technique, qui nous empêche d'avoir une fonction critique et de la faire servir au développement humain. »